# 東春酒造
東春酒造株式会社（とうしゅんしゅぞう）は、愛知県名古屋市守山区瀬古東に本社をおく酒造会社。

## 歴史
元治2年（1865年）、佐藤東兵衛の手により、龍田屋として創業した酒蔵にルーツをもつ。この酒蔵は、名古屋城の櫓を改築する予定で準備された材木が、不要になったのを払い下げられたものを利用して作られたものであるという。
創業当初の銘柄は「菅公」であったが、昭和初期に至って、創業者の東兵衛、屋号の龍田屋の各頭文字をとって「東龍」と改めた。
1946年（昭和21年）、龍田屋をはじめとした酒造会社6社が合同したことにより、東春酒造が成立した。

## 銘柄
日本酒
- 東龍
- 龍や
- 龍田屋
- 佐藤東兵衛

リキュール
- 東龍・梅酒

## 受賞歴
全国新酒鑑評会
平成14酒造年 - 29酒造年
- 「東龍」金賞受賞 - 2017年（平成29年）受賞